# Přírodní park Džbán
Přírodní park Džbán je přírodní park, který byl zřízen roku 1994 na pomezí okresů Louny, Kladno a Rakovník. Je to poměrně rozsáhlé přírodovědně a krajinářsky cenné území, které leží mezi průmyslovými oblastmi Severočeské hnědouhelné pánve a Kladensko-rakovnické pánve. Jeho rozloha činí 416 km².

## Historie
Přírodu na Džbánsku popsal její znalec Josef Houda v roce 1969 v knize Džbán – ochranářská studie. Ta bezprostředně zapříčinila soustředění ochranářů na tuto oblast, které vyvrcholilo vyhlášením přírodního parku Džbán. K tomu došlo po dlouhodobém úsilí orgánů ochrany přírody i dobrovolných ochránců přírody z okresů Louny, Rakovník a Kladno a následně po celé řadě jednání úřadů s místními obyvateli. Park byl vyhlášen 1. května 1994 vyhláškou Okresního úřadu v Lounech o zřízení přírodního parku Džbán. Vyměřená plocha byla ve všech třech okresech 41.578 ha, z toho v okrese Louny 20.378 ha na 45 katastrálních územích.

## Přírodní poměry
Hranici Přírodního parku Džbán vymezují obce Kladno, Nové Strašecí, Řevničov, Hředle, Mutějovice, Kounov, Janov, Svojetín, Děkov, Vrbice, Běsno, Soběchleby, Liběšovice, Měcholupy, Dobříčany, Liběšice, Tuchořice, Hřivice, Senkov, Brodec, Smolnice, Hříškov, Panenský Týnec, Bílichov, Pozdeň, Jedomělice, Smečno, Svinařov a Libušín.
Území Džbánu je pahorkatina, která zejména v okolí Ročova přechází ve vrchovinu. Je to opukový hřeben a zdejší bílá i zlatavá opuka se už od prvopočátku kamenných staveb těžila jako stavební kámen nejen pro typické zdejší neomítnuté selské domy (tzv. opuková architektura). Je také oblíbená pro svou jedinečnou barevnost a strukturu i v sochařství a těží se dodnes. Nejvyšším vrcholem je Džbán (536 m n. m.).
Srážky na území přírodního parku jsou nízké ale vyrovnané, činí cca 490 až 510 mm. Jsou ovlivněné srážkovým stínem Krušných hor. Oblast je obecně suchá a s průměrnými teplotami cca 8,3 až 8,9 °C i poměrně teplá.

### Rozvodí[5]
Džbán pokrývají z cca 65 až 70 % lesy. Je pramennou oblastí uprostřed jinak bezlesého Slánska, Žatecka a Lounska. Mohutný džbánský hřeben ve směru Hříškov–Řevničov je přirozenou rozvodnicí Vltavy, Berounky a Ohře. Na východ od této rozvodnice pramení Bakovský potok se svými přítoky, potoky Bilichovským a Červeným. Všechny tyto potoky mají směr svého toku na východ nebo severovýchod a odvodňuje je Vltava. Na západ od rozvodnice pramení potoky Smolnický, Klášterský (Ročovský), Hřivický, Hasina a Klučecký. Směr jejich toku je na sever nebo severozápad a odvodňuje je řeka Ohře.

## Flóra a fauna

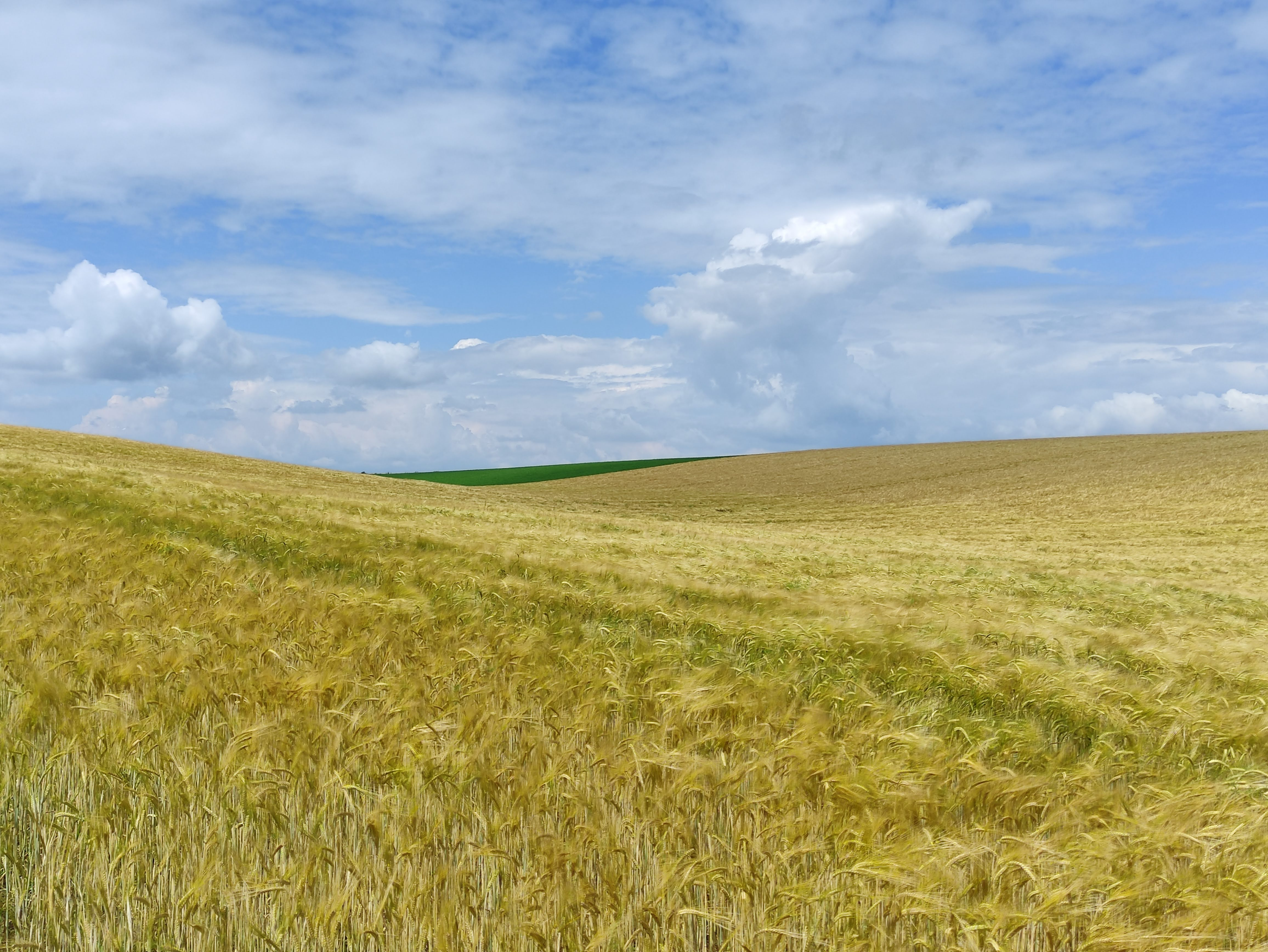
Typicky zvlněná krajina Džbánu, zde pole mezi Hříškovem a Žerotínem

Území má vysokou přírodovědnou a rekreační hodnotu, dochovaly se na něm smíšené a listnaté lesy, v nichž se vyskytuje celá řada vzácných druhů rostlin, jako je kýchavice černá, celoevropsky chráněný zvonovec liliolistý, vstavač nachový, střevíčník pantoflíček, okrotice červená, okrotice bílá, okrotice dlouholistá, smrkovník plazivý, pětiprstka hustokvětá, pětiprstka žežulník, vemeník dvoulistý, vemeník zelenavý, bradáček vejčitý, kruštík růžkatý, kruštík širolistý, kruštík tmavočervený kamejka modronachová, sasanka lesní, hruštička prostřední, hvězdnice chlumní, dřín jarní, třemdava bílá, lilie zlatohlavá, medovník meduňkolistý, vzácně dub pýřitý, čičorka pochvatá, úpolín nejvyšší, šášina načernalá, kohátka kalíškatá, bledule jarní, hořec hořepník, zvonečník hlavatý, tučnice obecná, vachta trojlistá, rosnatka okrouhlolistá, hlaváček letní, hřib satan či lněnka bezlistenná, která zde roste na jediné lokalitě v ČR.
Džbán je velice cenný nejen botanicky ale i zoologicky. Na území žije celá řada obojživelníků, jako je čolek obecný, čolek velký, čolek horský, mlok skvrnitý, blatnice skvrnitá, kuňka obecná, rosnička zelená, ropucha obecná, ropucha zelená, skokan skřehotavý, skokan štíhlý aj. Z plazů je hojný slepýš křehký, ještěrka obecná, užovka obojková, ale i vzácní zástupci, kterými jsou zmije obecná a užovka hladká.
Také ptactvo je na Džbáně pestře zastoupeno. Hnízdí zde žluva hajní, strakapoud prostřední, strakapoud malý, žluna šedá, žluna zelená, datel černý, strnad zahradní, pěnice vlašská, sýkora lužní, krutihlav obecný, sluka lesní, krahujec obecný, jestřáb lesní, výr velký, kalous ušatý, puštík obecný, čáp černý, potápka malá, potápka roháč, labuť velká a mnoho dalších. Z řad bezobratlých lze jmenovat cikádu chlumní, roháče obecného či vzácného pavouka stepníka rudonohého.
Posláním Přírodního parku Džbán je zachování unikátní krajiny džbánské křídové tabule s významnými estetickými hodnotami, zejména s ohledem na geomorfologii území, lesní porosty, charakteristickou a vzácnou flóru a faunu, rozptýlenou mimolesní zeleň a staré ovocné sady.

## Turistika

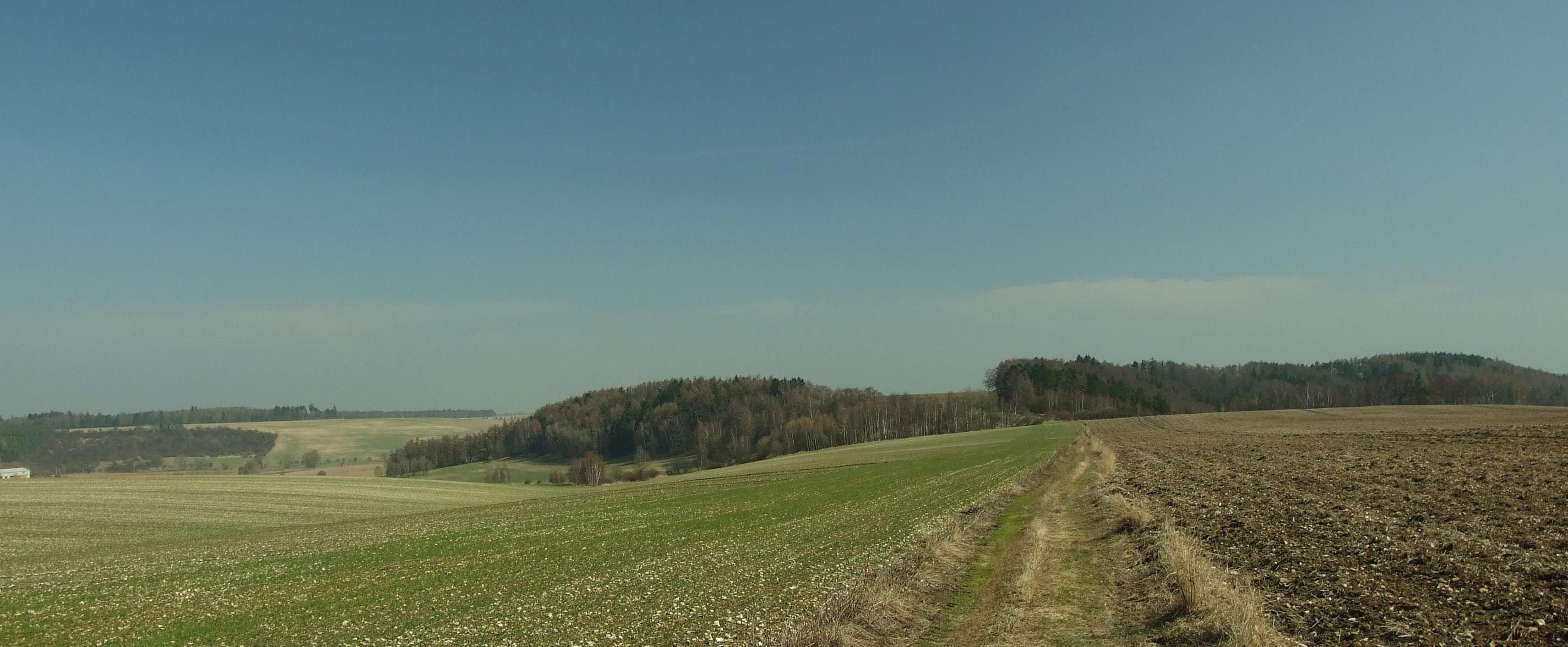
Mírně zvlněná krajina v jižní části parku, poblíž Řevničova

- Nad soutěskou Vrata se nachází královský hrad Džbán z první poloviny 13. století vybudovaný na místě dávné pravěké ostrožny.[9]
- Oblíbeným výletním místem je také hrad Pravda, z první poloviny 14. století.[10]
- Dalšími hrady v parku jsou např. Dřevíč nebo Žerotín, oblíbeným je také klášter v Ročově a nedostavěný chrám v Panenském Týnci.
- V kraji se nacházejí četné památky prehistorického osídlení.[11]
- Hřeben Džbánu byl v pověstných časech českého dávnověku válečnou hranicí Lucka a Pražského knížectví.[1]
- Roku 1943 byla na návrší u Mšeckých Žehrovic nalezena slavná opuková hlava keltského héroa, považovaná za vůbec nejkrásnější zpodobnění keltského muže, boha nebo poloboha té doby a ikonu keltské kultury v současnosti.[1]
- Území protíná několik značených tras.

### Naučné stezky
- Naučná stezka Kounovské kamenné řady byla zřízena v roce 1987 a má 11 zastávek. Ukazuje 14 řad kamenů tzv. Kounovských kamenných řad a také přírodní poměry Džbánu, historii (v blízkosti se nachází halštatsko-laténské hradiště), geologii, botaniku, zoologii, zemědělství, lesnictví apod. Začíná u silnice za mutějovickým nádražím směrem na Kounov.[5][12]
- Naučná stezka Novostrašecko byla otevřena v roce 1994, má 14 informačních panelů a měří 12 km. Začíná u železniční stanice v Novém Strašecí, prochází městem, kolem obory Libeň Mšeckými Žehrovicemi a podél soustavy rybníků na potoce Loděnice. Stezka podává informace o Přírodním parku Džbán, o Mšeckých Žehrovicích a o Novém Strašecí a okolí. Informuje o zeleni, zemědělství, lesnictví, památných stromech, keltském osídlení a rybnících.[12]
- Naučná stezka Uhelná stezka Kroučová vznikla v roce 2013. Vede převážně lesnatým terénem, její délka činí 4,9 kilometru. Poskytuje informace o přírodě, dějinách Kroučové a okolí a historii dolování černého uhlí. Začíná i končí na návsi v Kroučové.
- Naučná stezka U Petra a Pavla začíná asi jeden kilometr jižně od Markvarce, prochází lesem a končí na úpatí vrchu Výrov. Stezka je dlouhá 3,5 km, zaměřuje se na zdejší přírodní poměry, funkci lesa, jeho složení, způsoby lesního hospodaření a také na jeho flóru a faunu.
- Naučná stezka Holedeč byla otevřena v roce 2004, je zde deset zastávek. První dvě jsou věnovány ochraně vodních zdrojů, zbývající fauně holedečských lesů.
- Naučná stezka Nečemické řady měří 300 metrů a upozorňuje na tři krátké řady kamenů a možné zbytky dalších, ležících vrstevnicovitě ke svahu, na němž se nacházejí.

## Galerie
Přírodní památka Červené dolíky:

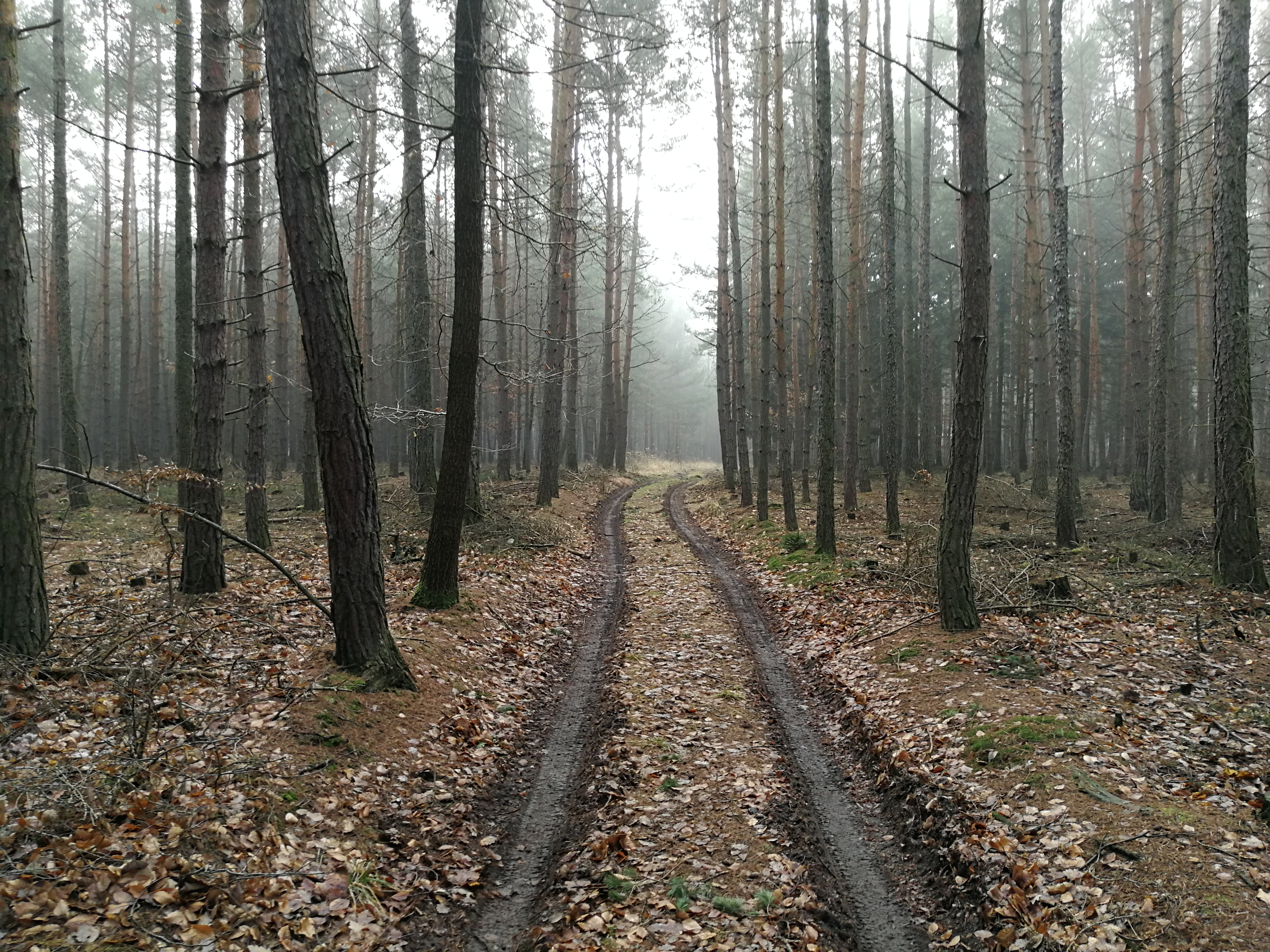
Cesta
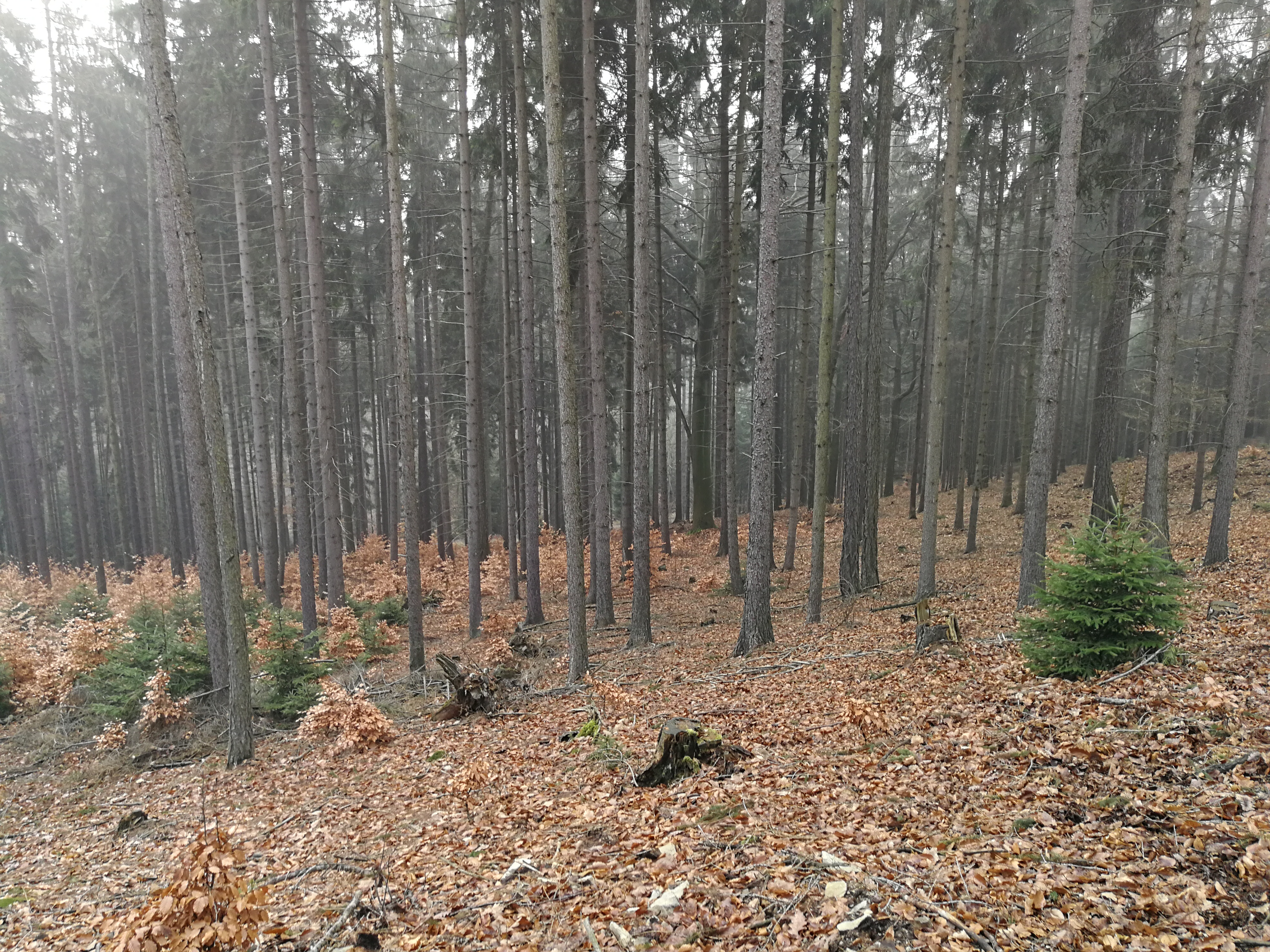
Les s náletem
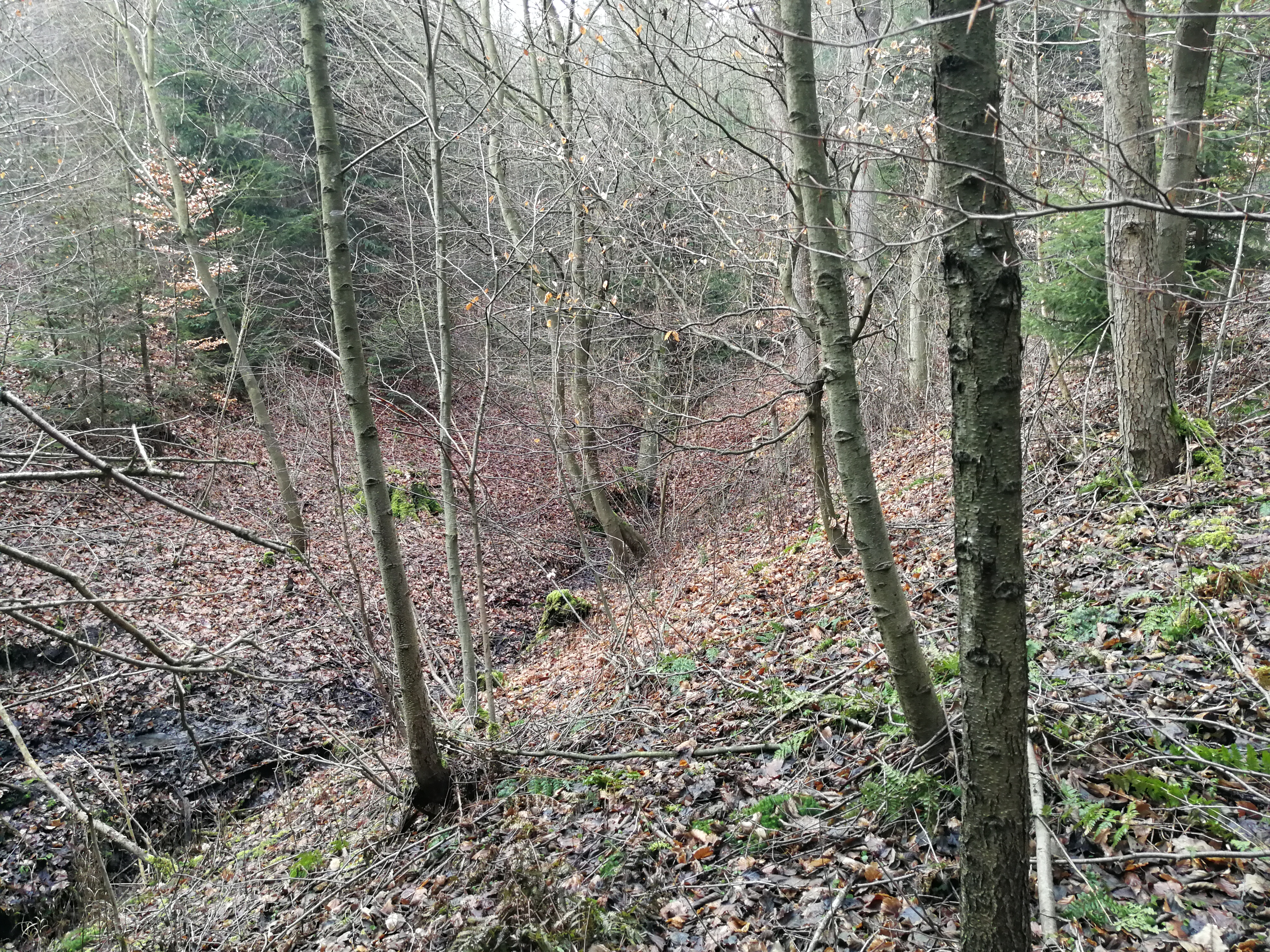
Potok